# Jake Hanna

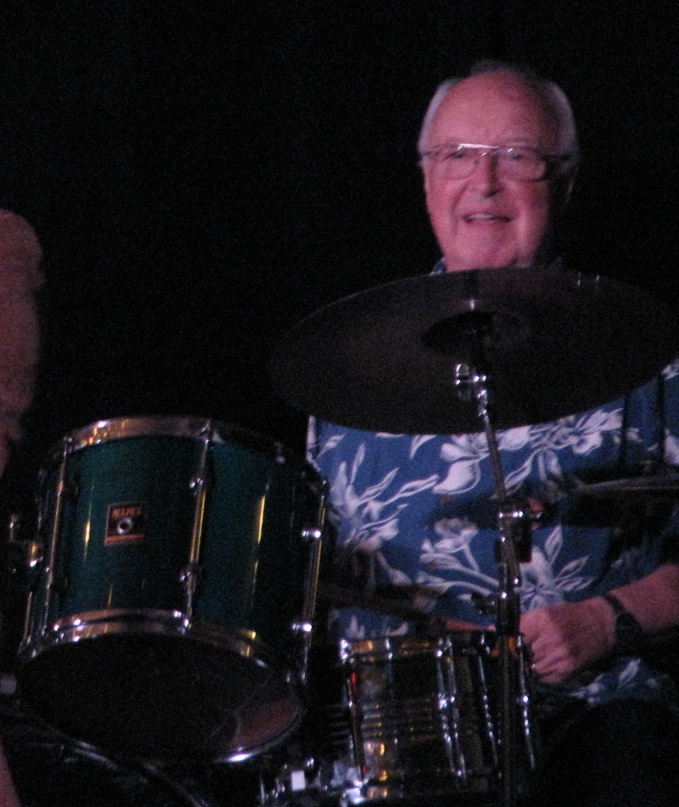
Jake Hanna

John „Jake“ Hanna  (* 4. April 1931 in Roxbury, Massachusetts; † 12. Februar 2010 in Los Angeles) war ein amerikanischer Jazz-Schlagzeuger des Swing und Mainstream Jazz.
Hanna spielte zu Beginn seiner Karriere in lokalen Bands in Boston, studierte am dortigen Berklee College und war in den 1950er und 1960er Jahren der Haus-Drummer des Storyville in Boston. Er arbeitete 1957 mit Toshiko Akiyoshi, im folgenden Jahr mit Maynard Ferguson, Marian McPartland (1959–61) und in Woody Hermans Orchester von 1962 bis 1964. Außerdem war er als Studiomusiker in Los Angeles an zahlreichen Plattensessions beteiligt, mit Oscar Peterson, Bing Crosby, Barney Kessel, Red Norvo, Al Cohn, Buddy Tate und Rosemary Clooney, bei Carl Fontana Mitte der 1970er Jahre; außerdem arbeitete in der Formation Supersax. Ab Mitte der 1970er Jahre war er Sessionmusiker für Aufnahmen des Concord-Label und spielte auf deren alljährlichen Festivals und All-Star-Tourneen in Japan und Europa. Bei demselben Label nahm er unter eigenem Namen einige Alben auf, auf denen Carl Fontana, Dave McKenna, Herb Ellis und andere als Gastmusiker spielen.
Jake Hanna gehörte zu den am meisten beschäftigten Schlagzeugern des Mainstream-Jazz und wirkte an vielen Plattenaufnahmen von Künstlern des Concord-Label mit.

## Diskographische Hinweise
- Live at the Concord (Concord Jazz, 1975)
- Kansas City Express (Concord, 1976)
- Jake Takes Manhattan (Concord, 1976) mit Carmen Leggio
- Joint Is Jumpin’ (Arbors, 1998)